# Wulfsmühle

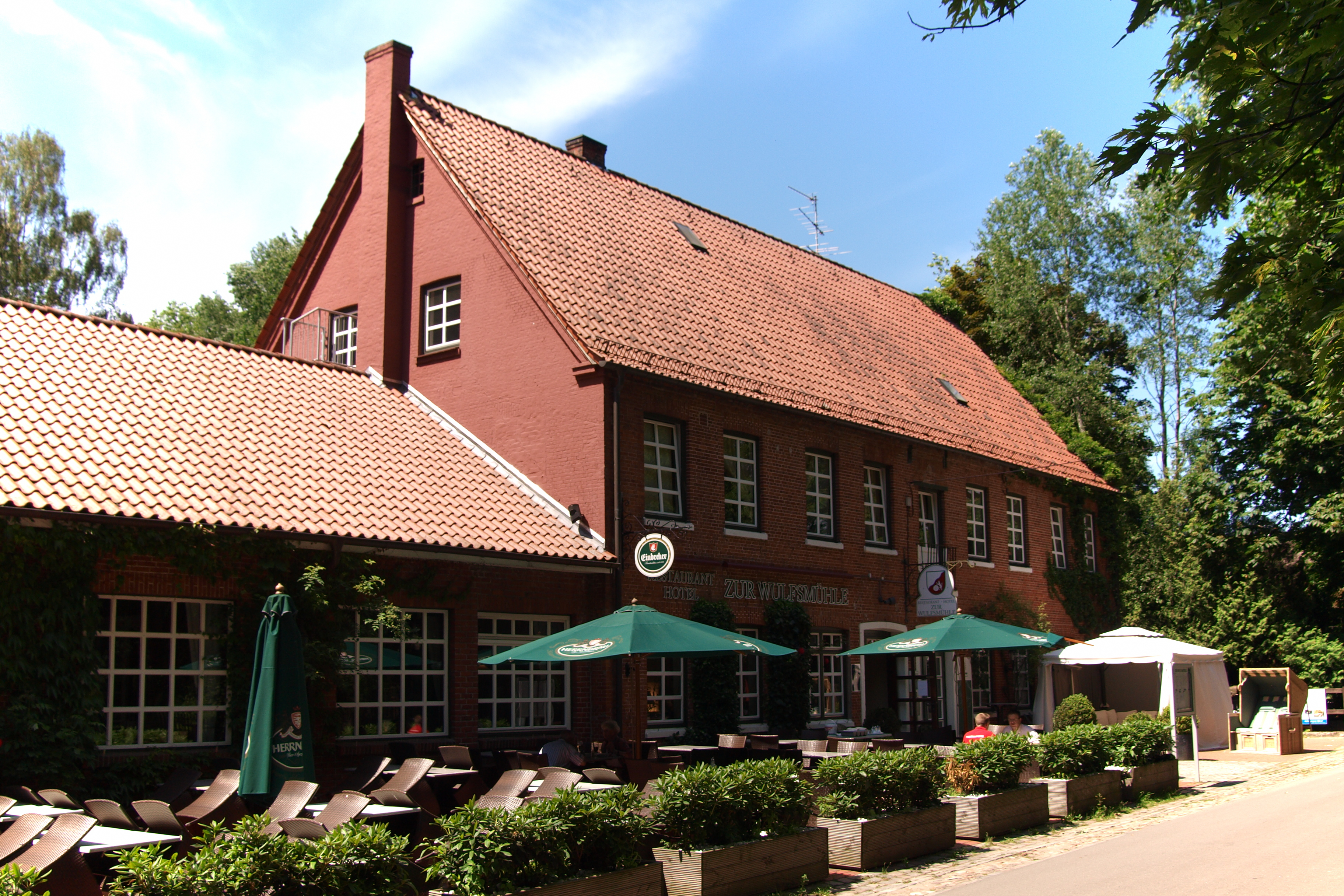
Wulfsmühle

Die Wulfsmühle ist eine ehemalige Wassermühle bei Tangstedt.

## Beschreibung
Die Mühle liegt 1,5 km nördlich von Tangstedt im Kreis Pinneberg am Oberlauf der Pinnau, in die der dazugehörige Große Mühlenteich entwässert. Die erste urkundliche Erwähnung stammt vom 24. Januar 1382 als molen to der Wulvesborch. Die Mühle blieb jahrhundertelang in landesherrlichem Besitz.
Als Kulturdenkmal unter Schutz gestellt wurden die ehemalige Mühlenanlage und die Außenanlagen mit Mühlenteich.